# Ludovico Simonetta
Ludovico Simonetta (Milão, 1500 - Roma, 30 de abril de 1568), foi um cardeal do século XVI.

## Biografia
Nasceu em Milão em ca. 1500. Filho do Conde Palatino Alessandro Simoneta e Antonia Castiglioni. Patrício milanês. Seu sobrenome também está listado como Simonetta. Sobrinho do Cardeal Giacomo Simonetta (1535).
Obteve o doutorado em utroque iure em Milão.
Admitido no Collegio degli Avvocati de Milão em 1533. Exerceu a advocacia em Milão e Pavia.
Eleito bispo de Pesaro em 19 de dezembro de 1537, após a renúncia de seu tio Giacomo. Consagrado (nenhuma informação encontrada). Participou do Concílio de Trento, 1545-1546/1547. Em 1549 foi para Roma e foi nomeado advogado do Tribunal da Assinatura Apostólica. Datário de Sua Santidade, 17 de maio de 1560.
Criado cardeal sacerdote no consistório de 26 de fevereiro de 1561; recebeu o chapéu vermelho e o título de S. Ciriaco alle Terme, 10 de março de 1561. Renunciou ao governo da diocese antes de 9 de maio de 1561. Legado ao Concílio de Trento, 10 de novembro de 1561. Prefeito do tribunal da Apostólica Assinatura da Justiça, 8 de junho de 1563. Membro do Tribunal da Inquisição e do SC do Conselho Tridentino, 1564. Participou do conclave de 1565-1566, que elegeu o Papa Pio V. Optou pelo título de S. Anastácia , 15 de novembro de 1566.
Morreu em Roma em 30 de abril de 1568. Sepultado na igreja de S. Maria degli Angeli, Roma.